# José Luis de Delás
José Luis de Delás Franco (Barcelona, España; 28 de marzo de 1928-Bornheim, Alemania; 21 de septiembre de 2018) fue un director de orquesta y compositor español.

## Biografía
Recibió lecciones privadas de violín y estudió en el Conservatorio de Barcelona antes de realizar sus primeras composiciones, a los 19 años de edad. Tras estudiar un año de Derecho decidió dedicarse por completo a la música, en una época en la que conoció a varios futuros intelectuales de su edad y quedó impresionado por las obras de la moderna Escuela de Viena.
En 1949 inició estudios de composición y violín en la Musikhochschule de Múnich, mientras trabajaba como profesor de español. Entre 1951 y 1954 estudió en la reconocida academia de Hermann von Waltershausen, para aprender composición y dirección de orquesta en el ambiente de calidad que hasta entonces buscaba. En 1951 se casó con la cantante barcelonesa Margarita Sabartés, naciendo al año siguiente en Múnich su hija Isabel.
Tras regresar de Alemania, desarrolló su actividad musical en Barcelona y Bilbao, donde dirigió a la orquesta municipal, hasta que su disconformidad con el régimen franquista le llevó a salir de España en 1957, instalándose primero en Aquisgrán y poco después en Colonia. Allí recibió la influencia de Theodor Adorno y del escritor Walter Benjamin, dirigió una galería de pintura y finalmente fue contratado como director de grabaciones del departamento de Música Contemporánea de la radio y televisión de Colonia, WDR. También trabajó como comentarista, así como en el Estudio de Música Electrónica de la Universidad de Utrecht de 1968 a 1970.
En 1975 pasó una larga temporada en Nápoles para un trabajo de investigación y comenzó su actividad docente enseñando armonía, contrapunto y formas musicales en el Conservatorio de Colonia, y poco después composición en la Alanus-Hochschule de Alfter, cerca de Bonn. Durante la década de los 80 se incrementa su reconocimiento y actividad en España, con estrenos de sus obras, nuevos encargos y actividades de formación, al tiempo que continúa su docencia en la Universidad de Bonn, como catedrático de Composición y de Improvisación e Introducción a la música contemporánea. De 1993 a 2005 fue profesor del Aula de Música de la Universidad de Alcalá de Henares, compaginándolo con su labor en Alemania.
En 1995 recibió el Premio Nacional de Música del Ministerio de Cultura de España, en su modalidad de composición.

## Obras
Sus piezas están influidas por la música serial, la aleatoriedad y las técnicas de collage. Algunas de ellas son:
- Borders (1964)
- Imago (1965)
- Noticia (1967)
- Eilanden (1967)
- Nubes (1968)
- Episoden des Tages und der Nacht (1970)
- Outremer clair et foncé (1971)
- Cinco sellos (1972)
- Concetti (Conceptos) (1975)
- Conjuntos (1976)
- Denkbild kurze Schatten (1977)
- Relatos (1979)
- Les paroles et l’air (1985)
- Símbolos del sonar (1990)
- Al sonoro cristal, al cristal mudo (1994)
- Textos (1996)
- Umbra vitae (1998)
- Signos (2004/2005)
- Quadrant é Cel (2005)